# فرودگاه شهری کولیر
فرودگاه شهری کولیر (به انگلیسی: Cavalier Municipal Airport) یک فرودگاه همگانی بهره‌برداری هوایی است که یک باند فرود آسفالت دارد و طول باند آن ۱۰۰۶ متر است. این فرودگاه در کشور ایالات متحده آمریکا قرار دارد و در ارتفاع ۲۷۱٫۹ متری از سطح دریا واقع شده‌است.